# Öster-Ekeby
Öster-Ekeby är en ort i Vendels socken, Tierps kommun, Uppland. SCB har för bebyggelsen i orten och dess grannbyar Stora och Lilla Backbo avgränsat en småort namnsatt till Öster-Ekeby och Backbo.
Öster-Ekeby ligger på Vendelåns östra sida, cirka 4 km söder om åns utlopp från Vendelsjön. På åns västra sida ligger Väster-Ekeby.
I Öster-Ekeby möts länsvägarna C-701 och C-711.

## Historia
Öster-Ekeby omtalas första gången i marksgäldsförteckningen 1312 med sex skattskyldiga bönder. Cecilia Filipsdotter (dotter till Filip Karlsson av Bjälboättens oäkta gren) donerade 1428 en vret i Öster-Ekeby till Uppsala domkyrka. 1541 fanns tre skattehemman i Öster-Ekeby.
Historiskt har Öster-Ekeby varit en knutpunkt för trafik och hade bl.a. en lanthandel. Numera finns ingen affär på orten.